# コンゴー
コンゴー（Congo）は、1924年山崎光七によって創業した山崎光学研究所のレンズブランドで、大判カメラ用レンズと引き伸ばしレンズがある。名称は金剛石（＝ダイヤモンド）に由来する。
従来大判カメラ用レンズには高価な外国産レンズしか存在しなかったため、その国産化を目指してレンズの開発を開始し、当初の目的通り低価格なレンズを生産し続けた。大口径化を狙うことなく、F値を抑えて設計を簡潔にして性能を損なうことなく低価格を実現していた。
シャッターメーカーが大判レンズ用のシャッター生産を打ち切ったため、2013年4月30日をもって全てのレンズが廃番、山崎光学研究所も廃業した。

## 大判カメラ用レンズ

### コマーシャル・コンゴー・シリーズ
3群4枚。大判カメラ用一般レンズ。
- コマーシャル・コンゴー 90mmF3.5 - イメージサークルφ130mm（F16）。アタッチメントはφ43mmねじ込み。シャッターはセイコー#0。
- コマーシャル・コンゴー 105mmF4.5 - イメージサークルφ130mm（F16）。アタッチメントはφ43mmねじ込み。シャッターはセイコー#0。
- コマーシャル・コンゴー 135mmF4.7 - イメージサークルφ165mm（F16）。アタッチメントはφ40.5mmねじ込み。シャッターはセイコー#0。
- コマーシャル・コンゴー 135mmF4.7 - イメージサークルφ180mm（F16）。アタッチメントはφ43mmねじ込み。シャッターはセイコー#0。
- コマーシャル・コンゴー 150mmF4.5 - イメージサークルφ175mm（F16）。アタッチメントはφ40.5mmねじ込み。シャッターはコパル#1。
- コマーシャル・コンゴー 150mmF6.3 - イメージサークルφ195mm（F16）。アタッチメントはφ43mmねじ込み。シャッターはセイコー#0。
- コマーシャル・コンゴー 180mmF6.8 - イメージサークルφ220mm（F16）。アタッチメントはφ40.5mmねじ込み。シャッターはセイコー#0。
- コマーシャル・コンゴー 210mmF6.3 - イメージサークルφ235mm（F16）。アタッチメントはφ40.5mmねじ込み。シャッターはコパル#1。
- コマーシャル・コンゴー 240mmF6.3 - イメージサークルφ220mm（F16）。アタッチメントはφ55mmねじ込み。シャッターはコパル#1。
- コマーシャル・コンゴー 250mmF6.3 - イメージサークルφ280mm（F16）。アタッチメントはφ55mmねじ込み。シャッターはコパル#3。
- コマーシャル・コンゴー 300mmF6.3 - イメージサークルφ360mm（F16）。アタッチメントはφ58mmねじ込み。シャッターはコパル#3。
- コマーシャル・コンゴー 360mmF6.8 - イメージサークルφ415mm（F16）。アタッチメントはφ67mmねじ込み。シャッターはコパル#3。

### テレ・コンゴー・シリーズ
2群4枚または3群4枚。大判カメラ用テレレンズ。
- テレ・コンゴー 300mmF8 - イメージサークルφ160mm（F16）。アタッチメントはφ52mmねじ込み。シャッターはセイコー#0。
- テレ・コンゴー 400mmF8 - イメージサークルφ220mm（F16）。アタッチメントはφ67mmねじ込み。シャッターはコパル#1。
- テレ・コンゴー 500mmF9.5 - 3群4枚。イメージサークルφ160mm（F16）。アタッチメントはφ67mmねじ込み。シャッターはコパル#1。

### ワイドアングル・コンゴー・シリーズ
4群4枚。大判カメラ用広角レンズ。
- ワイドアングル・コンゴー 90mmF6.3 - イメージサークルφ175mm（F16）。アタッチメントはφ43mmねじ込み。シャッターはセイコー#0。
- ワイドアングル・コンゴー 120mmF6.3 - イメージサークルφ220mm（F16）。アタッチメントはφ43mmねじ込み。シャッターはセイコー#0。

### ポートレート・コンゴー・シリーズ
大判カメラ用軟焦点レンズ。
- ポートレート・コンゴー 150mmF4 - イメージサークルφ155mm（F16）。アタッチメントはφ43mmねじ込み。シャッターはコパル#1。
- ポートレート・コンゴー 200mmF4 - イメージサークルφ210mm（F16）。アタッチメントはφ55mmねじ込み。シャッターはコパル#3。

### ソフトフォーカス・コンゴー・シリーズ
3群3枚。大判カメラ用軟焦点レンズ。
- ソフトフォーカス・コンゴー 150mmF4 - イメージサークルφ170mm（F16）。アタッチメントはφ46mmねじ込み。シャッターはコパル#1。
- ソフトフォーカス・コンゴー 200mmF4 - イメージサークルφ195mm（F16）。アタッチメントはφ58mmねじ込み。シャッターはコパル#3。

### オルソメータ・タイプ(4群6枚)
- 210mmF5.6 - イメージサークルφ285mm（F64）。アタッチメントはφ62mmねじ込み。シャッターはコパル#1。

### アポ・コンゴー・シリーズ
3群4枚または4群4枚。製版用レンズ。現在廃版。
- アポ・コンゴー 260mmF10 - 4群4枚。イメージサークルφ300mm。アタッチメントはφ40.5mmねじ込み。シャッターはセイコー#0。
- アポ・コンゴー 320mmF9 - 3群4枚。イメージサークルφ370mm。アタッチメントはφ49mmねじ込み。シャッターはコパル#3。

### コンゴー・スタジオ・シリーズ
3群4枚。シャッターを持たない大判カメラ用レンズ。
- コンゴー・スタジオ 90mmF3.5
- コンゴー・スタジオ 135mmF4.5
- コンゴー・スタジオ 180mmF4.5
- コンゴー・スタジオ 210mmF4.5 - 普通絞りとプリセット絞りの2タイプある。
- コンゴー・スタジオ 250mmF4.5
- コンゴー・スタジオ 300mmF4.5
- コンゴー・スタジオ 450mmF9

## 引き伸ばしレンズ

### E-コンゴー Jr.シリーズ
トリプレット型3群3枚。引き伸ばしレンズ。これらのレンズは、複数のメーカーにOEM供給もされている。
- E-コンゴー Jr. 50mmF3.5
- E-コンゴー Jr. 75mmF3.5
- E-コンゴー Jr. 90mmF4.5
- E-コンゴー Jr. 105mmF4.5
- E-コンゴー Jr. 135mmF4.5
- E-コンゴー Jr. 150mmF4.5

### ALTO・シリーズ
テッサー型3群4枚。引き伸ばしレンズ。
これらのレンズは、複数のメーカーにOEM供給もされている。
- ALTO 50mmF4.5
- ALTO 75mmF4.5
- ALTO 80mmF4.5
- ALTO 105mmF4.5
- ALTO 135mmF4.5 - ライカマウント。アタッチメントはφ46mmねじ込み。
- ALTO -W 180mmF5.6